# Patrick Ortlieb
Patrick Ortlieb (Bregenz, 20 maggio 1967) è un ex sciatore alpino, politico e dirigente sportivo austriaco, campione olimpico nella discesa libera ad Albertville 1992, campione iridato nella discesa libera a Sierra Nevada 1996 e in seguito deputato al Parlamento austriaco dal 1999 al 2002.

## Biografia

### Carriera sciistica

#### Stagioni 1985-1993
Velocista originario di Lech, Ortlieb debuttò in campo internazionale in occasione dei Mondiali juniores di Jasná 1985, dove vinse la medaglia di bronzo nella discesa libera. In Coppa del Mondo ottenne il primo risultato di rilievo il 9 dicembre 1988 in discesa libera sulla Saslong della Val Gardena (5º) e il primo podio il giorno successivo, nelle medesime località e specialità (2º).
Ai Mondiali di Saalbach-Hinterglemm 1991 si classificò 7º nella discesa libera; l'anno dopo al suo debutto olimpico, Albertville 1992, Ortlieb vinse la medaglia d'oro nella discesa libera, suo primo successo internazionale, mentre nel supergigante fu 18º. Nel 1993 prese parte ai Mondiali di Morioka, classificandosi 8º nella discesa libera.

#### Stagioni 1994-1999
Il 18 dicembre 1993 ottenne la prima vittoria in Coppa del Mondo, ancora una volta sulla Saslong della Val Gardena in discesa libera. Nel prosieguo della stagione vinse la prestigiosa discesa libera disputata sul tracciato Streif di Kitzbühel, il 15 gennaio, e prese parte ai XVII Giochi olimpici invernali di Lillehammer 1994, sua ultima presenza olimpica, dove non riuscì a difendere la medaglia d'oro conquistata due anni prima e chiuse la discesa libera al 4º posto. Quell'anno in Coppa del Mondo chiuse per la prima volta al 3º posto nella classifica di discesa libera, risultato che avrebbe replicato anche nelle due stagioni seguenti.
Il 16 dicembre 1995 ottenne, nuovamente nella discesa libera della Saslong, il suo ultimo successo in Coppa del Mondo; ai successivi Mondiali di Sierra Nevada 1996 salì nuovamente sul gradino più alto del podio, aggiudicandosi la medaglia d'oro sempre nella discesa libera. Il 15 dicembre 1996 colse a Val-d'Isère in discesa libera il suo ultimo podio in Coppa del Mondo (3º) e ai Mondiali di Sestriere 1997, sua ultima partecipazione iridata, fu 8º nella discesa libera. La carriera di Ortlieb si concluse bruscamente il 21 gennaio del 1999 a causa di un grave infortunio occorsogli a Kitzbühel, durante le prove della discesa libera sulla Streif; la sua ultima gara in carriera rimase così la discesa libera di Coppa del Mondo disputata a Wengen il 16 gennaio precedente, non completata dallo sciatore austriaco.

#### Bilancio della carriera
Ortlieb fu uno dei punti di riferimento della forte squadra austriaca degli anni 1990, ottenendo in carriera quattro successi in Coppa del Mondo (tre in discesa libera e uno in supergigante). Riusciva a competere con tutti i migliori velocisti del periodo grazie anche a doti da scivolatore favorite da un fisico statuario e pesante.

### Carriera politica
Nel 1999 è stato eletto al Consiglio nazionale, la camera bassa del Parlamento austriaco, nelle file del Partito della Libertà Austriaco (FPÖ), rimanendo in carica fino al 2002.

### Carriera dirigenziale
Dal 2010 al 2019 è stato presidente della Vorarlberger Ski-Verbandes, la sezione del Vorarlberg della Federazione sciistica dell'Austria.

### Altre attività
Dopo il ritiro dalla politica si è dedicato all'attività di albergatore a Lech; è padre di Nina, a sua volta sciatrice alpina di alto livello.

## Palmarès

### Olimpiadi
- 1 medaglia:
  - 1 oro (discesa libera ad Albertville 1992)

### Mondiali
- 1 medaglia:
  - 1 oro (discesa libera a Sierra Nevada 1996)

### Mondiali juniores
- 1 medaglia:
  - 1 bronzo (discesa libera a Jasná 1985)

### Coppa del Mondo
- Miglior piazzamento in classifica generale: 7º nel 1993
- 20 podi (18 in discesa libera, 2 in supergigante):
  - 4 vittorie (3 in discesa libera, 1 in supergigante)
  - 6 secondi posti
  - 10 terzi posti

#### Coppa del Mondo - vittorie
| Data             | Località    | Paese   | Specialità |
| ---------------- | ----------- | ------- | ---------- |
| 18 dicembre 1993 | Val Gardena | Italia  | DH         |
| 15 gennaio 1994  | Kitzbühel   | Austria | DH         |
| 11 dicembre 1994 | Tignes      | Francia | SG         |
| 16 dicembre 1995 | Val Gardena | Italia  | DH         |

Legenda:

DH = discesa libera

SG = supergigante

### Campionati austriaci
- 7 medaglie[1]:
  - 6 ori (discesa libera nel 1991; discesa libera, supergigante nel 1992; discesa libera nel 1994; discesa libera nel 1995; discesa libera nel 1996)
  - 1 bronzo (discesa libera nel 1988)

### Campionati austriaci juniores
- 1 medaglia[1]:
  - 1 bronzo (discesa libera nel 1984)